# Spheal
Spheal (Njemački: Seemops, Francuski: Obalie, Japanski: タマザラシ, Tamazarashi) je fiktivno čudovište iz Pokémon franšize. 
Dolazi od riječi sphere (sfera) i seal (tuljan), prva riječ aludira na njegov sferoidni oblik, a druga na njegovu sličnost tuljanu.